# Athylia flavovittata
Athylia flavovittata är en skalbaggsart som först beskrevs av Stefan von Breuning 1938.  Athylia flavovittata ingår i släktet Athylia och familjen långhorningar. Inga underarter finns listade.